# Saint-Clémentin
Saint-Clémentin is een voormalige gemeente in het Franse departement Deux-Sèvres in de regio Nouvelle-Aquitaine en telt 534 inwoners (2005). De plaats maakt deel uit van het arrondissement Bressuire.

## Geschiedenis
Tot 1 januari 2013 was Saint-Clémentin een zelfstandige gemeente. Op die datum werd het met Voultegon samengevoegd tot de nieuwe fusiegemeente Voulmentin.

## Geografie
De oppervlakte van Saint-Clémentin bedraagt 13,7 km², de bevolkingsdichtheid is 39,0 inwoners per km².
De onderstaande kaart toont de ligging van Saint-Clémentin met de belangrijkste infrastructuur en aangrenzende gemeenten.

## Demografie
Onderstaande figuur toont het verloop van het inwonertal.